# Hans Vollmer
Hans Vollmer (Charlottenburg, 16 novembre 1878 – Lipsia, 15 febbraio 1969) è stato uno storico dell'arte tedesco.

## Biografia
Suo padre era l'architetto Johannes Vollmer (1845-1920) e suo nonno il pittore e scultore di Amburgo Adolph Friedrich Vollmer (1806-1875). Era il fratello maggiore del pittore e scultore Erwin Vollmer (1884-1973).
Studiò storia dell'arte, storia delle scienze e filosofia a Berlino e a Monaco di Baviera. Nel 1906 ricevette il dottorato da Heinrich Wölfflin a Berlino con una tesi su Schwäbische Monumentalbrunnen von der Gotik bis zum Klassizismus (fontane monumentali sveve dal gotico al classicismo).
Dal 1 aprile 1907 fu impiegato nella redazione della Thieme-Becker Allgemeiner Künstlerlexikon presso la casa editrice EA Seemann di Lipsia. Nel 1923 ne assunse la direzione editoriale e divenne direttore della società Thieme-Becker. Fu principale collaboratore, supportato da una piccola redazione, fino al completamento dell'opera in 37 volumi, nel 1950, dopo di che iniziò a lavorare alle integrazioni per l'Enciclopedia generale degli artisti visivi del XX secolo, apparsa in sei volumi dal 1953 al 1962. Dettò un totale di 47.229 biografie di artisti alla sua segretaria Claire Möbius, che fu anche assistente di ricerca, sulla base di note che aveva estratto soprattutto dalla Deutsche Bücherei a Lipsia e venivano prodotte da 15 a 20 pagine dattiloscritte al giorno. Nel 1952 fu nominato professore. In riconoscimento del suo lavoro ricevette l'Ordine patriottico al merito in argento della Repubblica Democratica Tedesca nel 1957.
Il 1º gennaio 1964 Vollmer si ritirò dopo 57 anni di lavoro per il Künstlerlexikon. Morì a Lipsia all'età di 90 anni.

## Pubblicazioni
- Schwäbische Monumentalbrunnen .[1] ( Kunstgeschichtliche Studien, numero 1). Ebering, Berlino 1906.
- Kunstgeschichtliches Wörterbuch .[2] ( Teubners kleine Fachwörterbücher 13). Teubner, Lipsia 1928.